# Josefov - pevnost
Josefov - pevnost este o arie protejată (arie specială de conservare — SAC, sit de importanță comunitară — SCI) din Republica Cehă întinsă pe o suprafață de 41,43 ha, integral pe uscat.

## Localizare
Centrul sitului Josefov - pevnost este situat la coordonatele 50°20′20″N 15°55′49″E / 50.338889°N 15.930278°E.

## Înființare
Situl Josefov - pevnost a fost declarat sit de importanță comunitară în aprilie 2005 pentru a proteja 1 specie de animale. Situl a fost protejat și ca arie specială de conservare în mai 2015.

## Biodiversitate
Situată în ecoregiunea continentală, aria protejată nu include niciun habitat protejat.
La baza desemnării sitului se află o specie protejată de  mamifere: liliacul mic cu potcoavă (Rhinolophus hipposideros).